# Irides

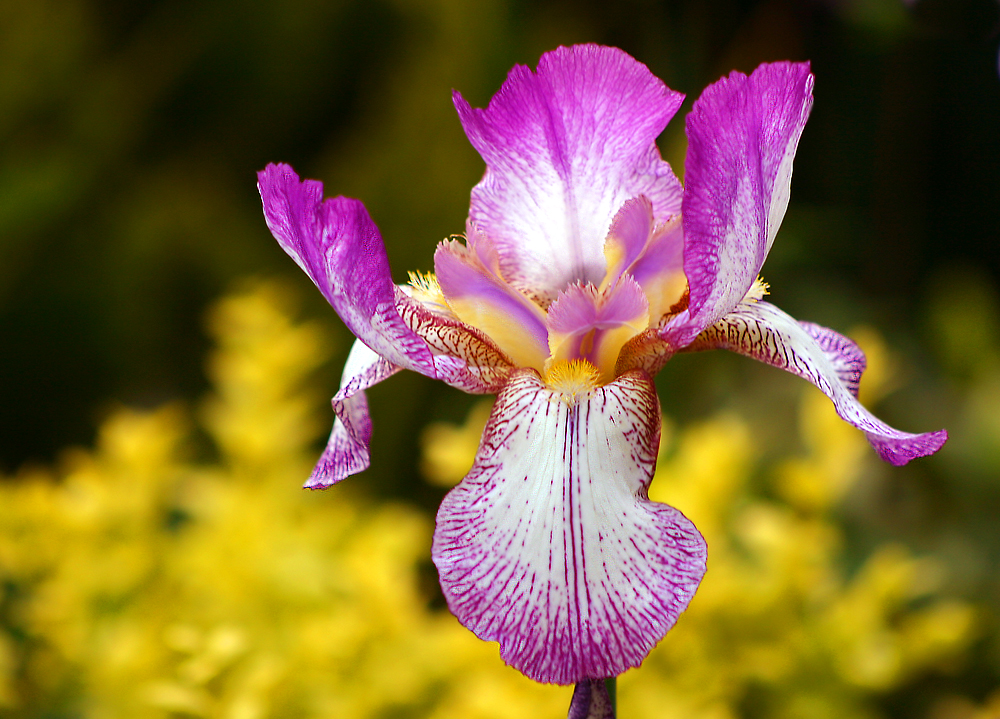
Iris

Irides, na classificação taxonômica de Jussieu (1789), é uma ordem botânica da classe Monocotyledones com estames perigínicos (quando os estames se inserem à volta do nível do ovário).
Apresenta os seguintes gêneros:
- Galaxia, Sisyrinchium, Tigridia, Ferraria, Iris, Moraea, Ixia, Cipura, Watsonia, Gladiolus, Antholysa, Witsenia, Tapeinia, Crocus, Xiphidium, Wachendorfia, Dilatris, Argolasia.